# Шахта «Юнком»
Шахта «Юнком» — угольная шахта в городе Юнокоммунаровск (Украина). Входит в состав государственного объединения «Орджоникидзеуголь». С 2002 года шахта закрыта.

## История
Её история начинается в 1908 году, когда Русско-бельгийское металлургическое общество заложило шахту «Бунге» для снабжения углем Петровского металлургического завода. В 1914 году на шахте Бунге впервые на Донбассе был применен отбойный молоток для добычи угля.
В 1924 году шахте дали название «Юнком» («Юный Коммунар»).
В 1979 году, с целью предотвращения частым выбросам угля и породы, в шахте на глубине 903 метров между угольными пластами «Девятка» и «Кирпичный» в рамках атомно-взрывного эксперимента был осуществлен подземный ядерный взрыв (объект «Кливаж»).
В 2018 году администрация самопровозглашенной ДНР, под контролем которой находился город Енакиево, приняла решение снизить уровень водоотведения в шахте из-за недостатка средств в бюджете. Это привело к затоплению шахты. Информацию также подтвердила Специальная мониторинговая комиссия ОБСЕ. Под угрозой радиационного заражения могут оказаться бассейны рек Северский Донец и Кальмиус, а также Азовское море.

## Описание
Фактическая добыча 1446/330 тон в сутки (1990/1999). Максимальная глубина 716/821 м (1990/1999). Протяженность подземных выработок 84,3 / 28,9 км (1990/1999). В 1990/1999 годах разрабатывались пласты средней мощностью 0,67-1,32 м, углы падения 67/66 °. Количество работающих (подземных) 1755/662 человек (1990/1999).